# Ármou
Ármou (grec moderne : Άρμου) est un village de Chypre de plus de 600 habitants situé dans le district de Paphos.